# タッチ・キム・シー
タッチ・キム・シー（Touch Kim Sy、1940年8月13日）はカンボジアの男子セーリング選手。
1964年の東京オリンピックに出場しており、フィン級で出場33人中最下位の33位になっている。